# 푈디 임레
푈디 임레(헝가리어: Földi Imre, 1938년 5월 8일 ~ 2017년 4월 23일)는 헝가리의 역도 선수이다. 그는 1972년 뮌헨 하계 올림픽에서 금메달을 획득했다. 그리고 그는 1964년과 1968년 하계 올림픽때 은메달을 획득했다. 자신의 선수 경력 동안 그는 여러차례의 국가 및 세계 기록을 세웠다.

## 생애
헝가리 케치케메트에서 태어난 푈디는 2차 세계 대전 중에 그의 어머니를 여읜후 반고아로 17세가 될때까지 자신의 고향에서 살았다. 그후, 그는 채탄부로 일하기 위해 타타로 이주했다. 그의 뛰어난 재능이 곧 발견되었고 그는 타타바냐이 바냐즈에서 역도 선수가 되었다.

## 선수 경력
그는 기계공학 연수생으로 시작했다. 그는 1959년 세계 역도 선수권 대회에 출전했고 밴텀급에서 동메달을 획득했다. 3번의 세계 선수권 대회에서 은메달을 획득한후, 푈디는 마침내 1965년 세계 선수권 대회에서 우승했고 1972년에 업적을 반복했다. 그는 1960년에 자신의 생애 첫 올림픽에 출전했고 6위를 했다. 이것은 2개에 가까운 은메달로 이어졌다. 1964년에 그는 극적인 전투를 벌인후 알렉세이 박호닌에게 졌다.